# Круглый (Мордовия)
Круглый — посёлок в Зубово-Полянском районе Мордовии России. Входит в состав Дубительского сельского поселения.

## История
Основан в начале 1930-х годов переселенцами из села Журавкино.

## Население
| 2002 | 2010 |
| ---- | ---- |
| 14   | ↘7   |

Национальный состав
Согласно результатам Всероссийской переписи населения 2002 года, в национальной структуре населения мордва-мокша составляли 86 %.